# 10550 Malmö
För andra betydelser, se Malmö (olika betydelser).
10550 Malmö eller 1992 RK7 är en asteroid, en småplanet i asteroidbältet, vilket innebär att den har en bana runt solen som ligger mellan Mars och Jupiters omloppsbanor. Dess omloppstid är 4,26 år och banlutningen 4,62° mot ekliptikan.
Asteroiden upptäcktes 2 september 1992 av den belgiske astronomen Eric Walter Elst och fick den preliminära beteckningen 1992 RK7 innan den namngavs efter den sydsvenska staden Malmö.